# Вишня Камениця
Ви́шня Ка́мениця, Вишна Каменіца (словац. Vyšná Kamenica) — село в окрузі Кошиці-околиця Кошицького краю Словаччини. Площа села 11,33 км². Станом на 31 грудня 2016 року в селі проживало 278 жителів.

## Історія
Перші згадки про село датуються 1427 роком.

## Населення
| Рік:            | 1994. | 2004.   | 2014.   | 2024.    |
| --------------- | ----- | ------- | ------- | -------- |
| Кількість осіб: | 233   | 245     | 268     | 393      |
| Різниця:        |       | +5,15 % | +9,38 % | +46,64 % |

| Рік:            | 2023. | 2024.  |
| --------------- | ----- | ------ |
| Кількість осіб: | 375   | 393    |
| Різниця:        |       | +4,8 % |